# Heteropyxis
Heteropyxis là một chi bao gồm 3 loài cây gỗ nhỏ thường xanh. Trước đây nó được đặt trong họ Heteropyxidaceae Engler & Gilg, nhưng hiện nay được coi là có vị trí cơ sở trong phạm vi họ Myrtaceae. Các loài Heteropyxis là bản địa của khu vực trung và đông nam châu Phi.
H. natalensis, nói chung gọi là Lavender tree hay Laventelboom, có phạm vi sinh sống từ Zimbabwe qua các tỉnh Limpopo, Mpumalanga và KwaZulu-Natal của Nam Phi. Nó là cây gỗ có thân mảnh dẻ, mọc thẳng, cao 5–7 m, tại khu vực rìa rừng, các phần núi đá trồi lên, sườn đồi và các ụ mối. Nó có các chùy hoa gồm các hoa nhỏ có hương thơm, màu từ trắng kem tới vàng nhạt, nở từ tháng 12 tới tháng 3 năm sau.
Nhiều hệ thống phân loại đặt Heteropyxis trong phạm vi họ Myrtaceae. Các nghiên cứu phôi học và phân tích DNA lại dường như chỉ ra rằng Heteropyxis cùng Psiloxylon, chi duy nhất của họ Psiloxylaceae (hay Psiloxyleae) là các đơn vị phân loại chị em với Myrtaceae nghĩa hẹp, nhưng dường như đã phân kỳ trước khi xuất hiện tổ tiên chung gần nhất của họ Myrtaceae.